# 에네르게티크 문화 궁전

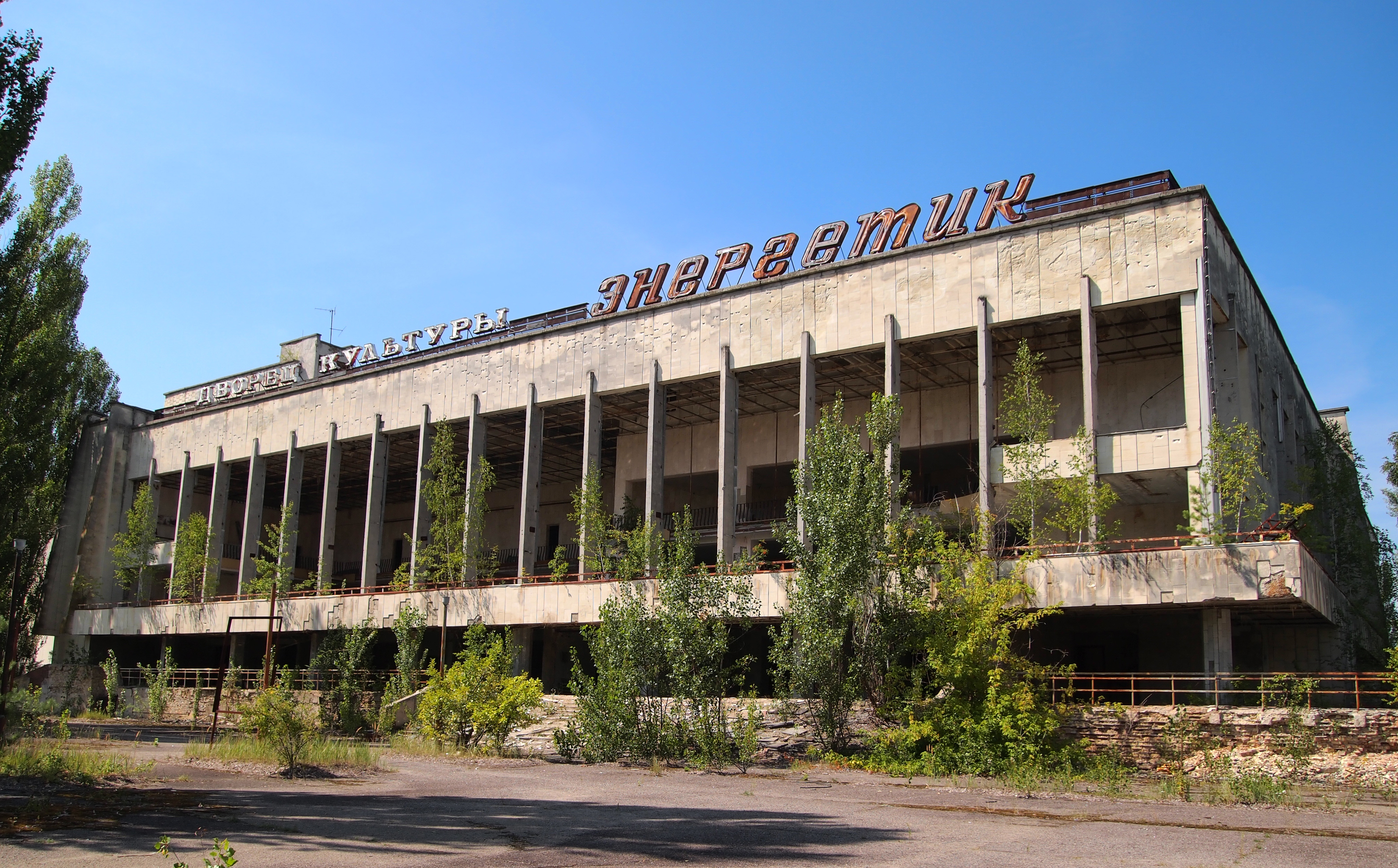
에네르게티크 문화 궁전

에네르게티크 문화 궁전(우크라이나어: Палац культури «Енергетик», 러시아어: Дворец культуры «Энергетик»)은 우크라이나 프리피야티에 있는 버려진 문화 궁전이다.
에네르게티크 문화 궁전은 프리피야티 시민들을 위해 1970년대에 지어졌다. 에네르게티크 문화 궁전에는 영화관, 극장, 도서관, 체육관, 수영장, 복싱/레슬링 링, 댄스장, 회의장이 있으며 지하에는 사격장이 있다.
1986년 체르노빌 원자력 발전소 사고 이후 프리피야티 시민들은 대다수가 대피했고 건물은 버려졌다. 현재 문화 궁전은 황폐 상태이다.